# Eilema nivosa
Eilema nivosa là một loài bướm đêm thuộc phân họ Arctiinae, họ Erebidae.